# Селевк (узурпатор)
Селевк (лат. Seleucus) — римский император-узурпатор между 218 и 222 годом.
Селевк восстал в правление Гелиогабала. Историк V века Полемий Сильвий упоминает его наряду с Уранием Антонином, Таврином и другими, поднимавшими мятежи в правление Гелиогабала. О биографии Селевка ничего неизвестно, остается неясной и его идентификация. Им мог быть и Юлий Антоний Селевк, бывший наместником Нижней Мёзии, и Марк Флавий Вителлий Селевк, консул 221 года. Даже возможно, что Селевк был спутан с Сеем Саллюстием, тестем преемника Гелиогабала Александра Севера.